# Martin Bergström
Martin Bergström (* 8. Februar 1992) ist ein ehemaliger schwedischer Skilangläufer.

## Werdegang
Bergström startete erstmals 2009 im Scandinavian Cup und erzielte in dieser Serie im Januar 2014 beim Sprint in Skellefteå mit Rang neun seine erste Top-10-Platzierung. In der Woche darauf gab er sein Debüt im Skilanglauf-Weltcup beim Sprint in Liberec, wo er mit Platz 23 gleich die Weltcuppunkteränge erreichte. Bei seinem nächsten Weltcupeinsatz beim Sprint in Lahti im März 2014 verfehlte Bergström mit Rang 48 die Punkteränge. Im Februar 2015 startete er beim Weltcup in Östersund im Sprint sowie über 15 km Freistil auch erstmals bei einem Weltcupdistanzrennen; Bergström erreichte dabei die Plätze 51 im Sprint und 57 über 15 km. In Jõulumäe gelang ihm wenige Tage später mit Rang neun im Sprint in der klassischen Technik sein zweiter Top-10-Platz im Scandinavian Cup. In der Saison 2018/19 wurde er bei den schwedischen Meisterschaften in Sundsvall Dritter im Sprint und erreichte in Falun mit dem fünften Platz im Sprint seine erste und einzige Top-Zehn-Platzierung im Weltcup. Letztmals im Weltcup startete er im März 2020 in Drammen, wobei er den 25. Platz im Sprint errang. Zuvor kam er bei der Ski Tour 2020 auf den 47. Platz.